# Moossou
Moossou est un petit village situé entre Bonoua et Grand-Bassam en bordure de lagune dans la ville de Grand-Bassam. Ce village est habité par les Abourés Ehê et est dirigé depuis le 4 mai 1991 par Sa Majesté le Roi Nanan Kanga Assoumou qui fut le 21e souverain de Grand-Bassam. 